# Barbara van Pruisen
Barbara Irene Adelheid Victoria Elisabeth Bathildis Prinzessin von Preussen (Hemmelmark, 2 augustus 1920 — aldaar, 31 maart 1994) was een telg uit het Pruisische Huis Hohenzollern.
Zij was de oudste dochter van prins Sigismund van Pruisen en Charlotte van Saksen-Altenburg.
Ze trouwde op 5 juli 1954 in Glücksburg met hertog Christiaan Lodewijk van Mecklenburg, zoon van groothertog Frederik Frans IV en prinses Alexandra van Hannover-Cumberland. Dat beide echtelieden al redelijk op leeftijd waren (Barbara was 34, haar man 42) had er onder meer mee te maken dat Christiaan Lodewijk in 1945 door het Rode Leger krijgsgevangen was gemaakt en pas in 1953 was vrijgelaten. Het paar kreeg twee dochters:
- Donata (1956)
- Edwina (1960)

Deze dochters zijn de laatste nog levende leden van het Huis Mecklenburg-Schwerin, dat in mannelijke lijn is uitgestorven.